# スケエンスティア
スケエンスティア（学名：Scheenstia）は中生代の魚類の一つ。
後期ジュラ紀から前期白亜紀にかけてヨーロッパ（ベルギー、ドイツ、スペイン、スイス、フランス、イギリス）に生息していた。かつては多くの種がレピドテス属に分類されていたが、2012年に再分類が行われ、ほとんどの種がスケエンスティア属へと移動された。

## 特徴

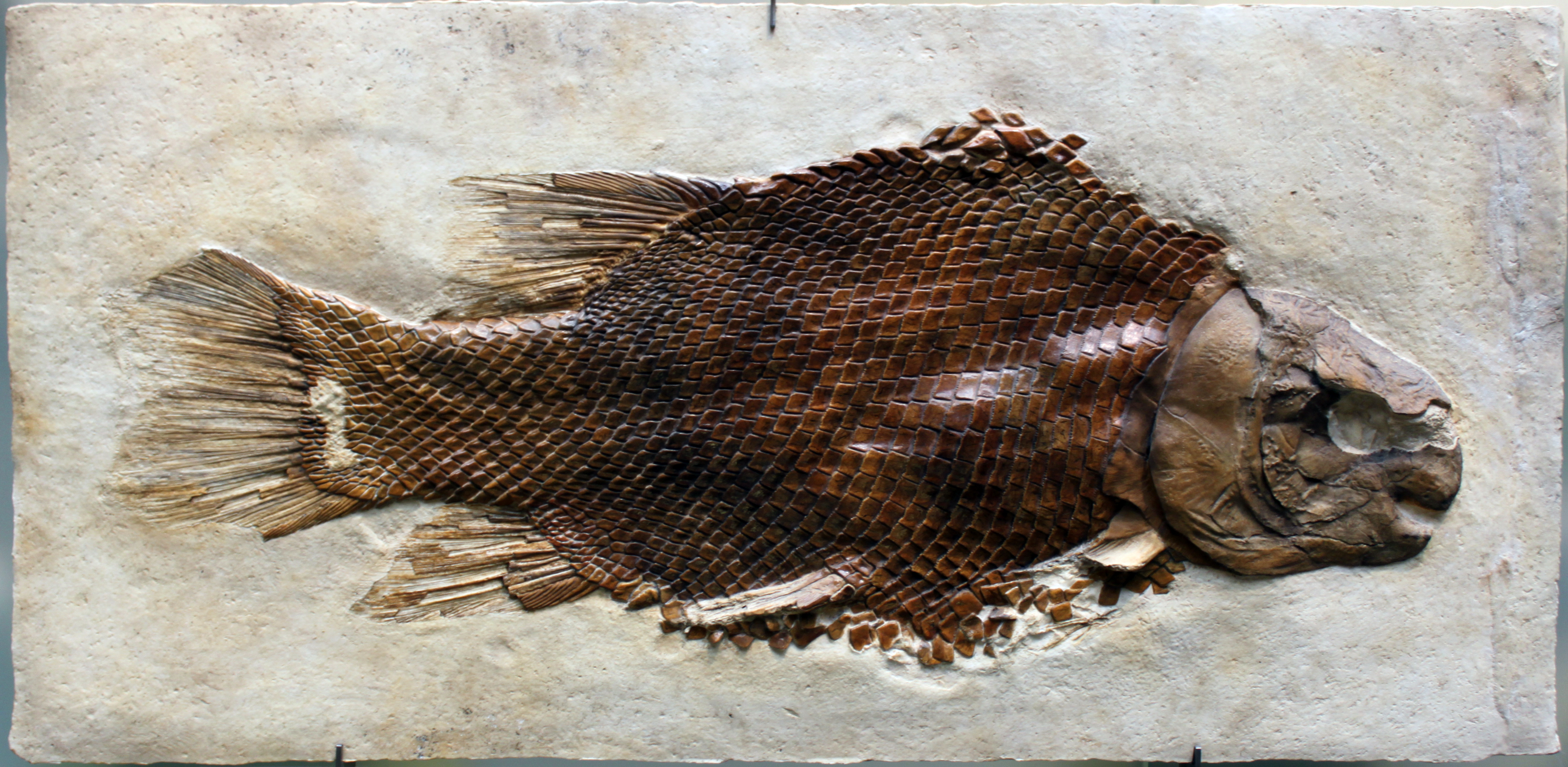
Scheenstia maximus

Scheenstia maximusで全長1.5m。
殻を持った生物を食べるのに都合の良い丸い形をした歯を持つ。顎の中に控えている歯はエナメロイド（enameloid、cap enameloid、acrodin cap）が上下逆の状態になっており、萌出時に180°回転する。この歯は中世ヨーロッパではトードストーンと呼ばれ、特殊な効能を持つとされ宝飾品などに利用された。
バリオニクスの体内から酸によって損傷したスケエンスティアが発見されており、獣脚類の魚食行動の最初の証拠となった。